# Mycobacterium smegmatis
Il Mycobacterium smegmatis è una specie batterica acido-resistente appartenente al phylum degli Actinomycetota e al genere del Mycobacterium.

## Descrizione

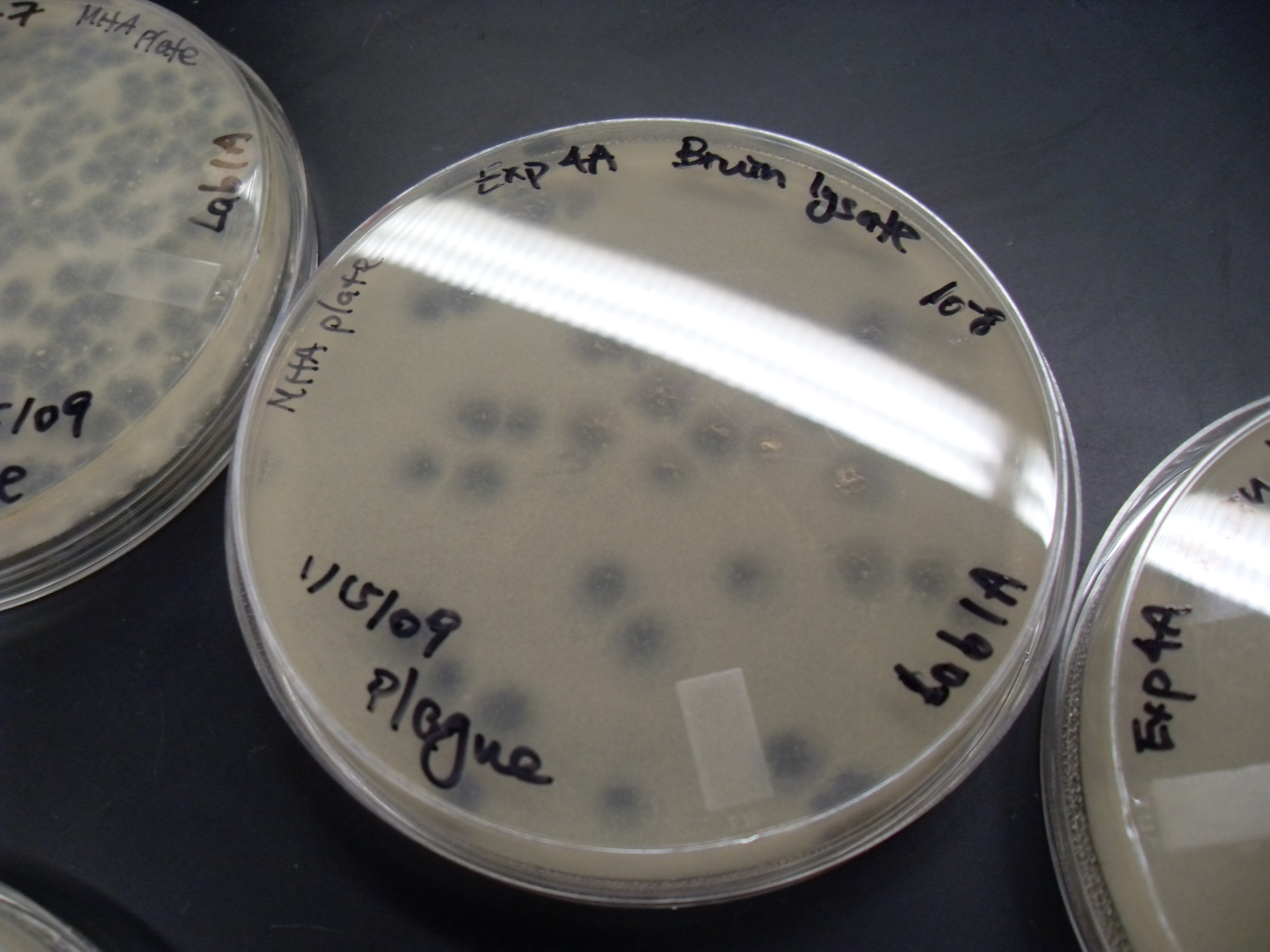
Placche di un virus isolato da un cumulo di compost vicino all'UCLA. Il batterio è il M. smegmatis.

È lungo da 3,0 a 5,0 µm con una forma a bacillo che può essere colorata con il metodo Ziehl-Neelsen e con auramina-rodamina fluorescente. La sua esistenza fu segnalata per la prima volta nel novembre 1884 da Lustgarten, che trovò un bacillo che alla colorazione presentava un aspetto simile a quello dei bacilli tubercolari che si vedevano nelle ulcere sifilitiche.
Successivamente, Alvarez e Tavel trovarono organismi simili a quello descritto da Lustgarten anche nelle normali secrezioni genitali (smegma). Questo organismo fu in seguito soprannominato M. smegmatis.
Alcune specie del genere Mycobacterium sono state recentemente rinominate Mycolicibacterium: in questo modo, il M. smegmatis è stato ribattezzato Mycolicibacterium smegmatis.

## Virulenza
Il M. smegmatis è generalmente considerato un microrganismo non patogeno; tuttavia, in alcuni casi molto rari, può causare malattie.

## Utilizzo nella ricerca
Il Mycobacterium smegmatis è comunemente usato come modello semplice dei Mycobacterium poiché non è patogeno, è caratterizzato da tempo di raddoppiamento rapido e da un livello di biosicurezza in laboratorio pari a 1. Il tempo e le infrastrutture necessarie per lavorare con le specie patogene hanno persuaso i ricercatori a utilizzare il M. smegmatis come modello per le specie micobatteriche.
Il Mycobacterium smegmatis condivide la stessa peculiare struttura della parete cellulare del M. tuberculosis e di altre specie micobatteriche. È anche in grado di ossidare il monossido di carbonio in condizioni aerobiche, al pari del M. tuberculosis.
Il Mycobacterium smegmatis è facilmente coltivabile nella maggior parte dei terreni di laboratorio sintetici o complessi, dove può formare colonie visibili in 3-5 giorni. Queste proprietà lo rendono un organismo molto attraente come modello per il M. tuberculosis e altri patogeni micobatterici. Il M. smegmatis MC2 155 trova anche impiego per la coltivazione di micobatteriofagi.

## Produzione di energia
Come molti altri batteri, il M. smegmatis è noto perché utilizza come fonte di energia le tracce di idrogeno presenti nell'atmosfera. Nel 2023, i ricercatori hanno riferito di aver estratto dal M. smegmatis un'idrogenasi chiamata Huc, che è risultata altamente efficiente nell'ossidare l'idrogeno gassoso e quindi nella creazione di una corrente elettrica , pur essendo insensibile alla presenza di ossigeno, che tipicamente ostacola la catalisi.  Questa scoperta ha offerto un potenziale significativo per l'energia verde.

## Genetica e genomica
I genomi di molteplici ceppi di M. smegmatis sono stati sequenziati dal TIGR e da altri laboratori. Tra esi vi sono anche l'MC2 155 e alcuni ceppi resistenti agli antibiotici (4XR1/R2).  Il genoma del ceppo MC2 155 è lungo ~6,9 Mbp e codifica ~6400 proteine, numero che è relativamente grande per i batteri (per confronto, il genoma di E. coli codifica circa 4.000 proteine).
Questa specie condivide più di 2.000 geni omologhi con il M. tuberculosis e quindi è un buon organismo modello per studiare i micobatteri in generale e il M. tuberculosis altamente patogeno in particolare.
La scoperta di plasmidi, fagi ed elementi genetici mobili ha consentito la costruzione di sistemi di inattivazione genica e di reporter genici dedicati. Il ceppo M. smegmatis MC2 155 è ipertrasformabile ed è ora il cavallo di battaglia della genetica dei micobatteri.

### Trasformazione
La trasformazione è un processo mediante il quale una cellula batterica assorbe il DNA che era stato rilasciato da un'altra cellula nel mezzo circostante e quindi incorpora quel DNA nel proprio genoma mediante ricombinazione omologa. I ceppi di M. smegmatis che hanno un meccanismo di riparazione del DNA particolarmente efficiente, come indicato dalla loro maggiore resistenza agli effetti dannosi sul DNA da parte di agenti come i raggi UV e la mitomicina C, si sono dimostrati i più capaci di subire tale trasformazione. Ciò suggerisce che la trasformazione nel M. smegmatis è un processo di riparazione del DNA, presumibilmente un processo di riparazione ricombinante, come avviene in altre specie batteriche.

### Coniugazione
Il trasferimento coniugale del DNA nel M. smegmatis richiede un contatto stabile ed esteso tra un ceppo donatore e un ceppo ricevente, è resistente alla DNasi e il DNA trasferito viene incorporato nel cromosoma del ricevente mediante ricombinazione omologa. Tuttavia, contrariamente al ben noto sistema di coniugazione Hfr dell'E. coli, nel caso del M. smegmatis tutte le regioni del cromosoma vengono trasferite con efficienze comparabili e la coniugazione micobatterica è basata sul cromosoma, piuttosto che sul plasmide. Grigio et al.  hanno riportato una fusione sostanziale dei genomi parentali risultanti dalla coniugazione e hanno fatto riferimento a questa fusione come reminiscenza di quella osservata nei prodotti meiotici della riproduzione sessuale.

## Riparazione del DNA
Per resistere ai danni al DNA, il Mycobacterium smegmatis si basa sui percorsi di riparazione di quest'ultimo. Le rotture a doppio filamento sono particolarmente pericolose per la vitalità batterica. Il M. smegmatis dispone di tre opzioni per riparare le rotture a doppio filamento: la ricombinazione omologa (HR), la giunzione di estremità non omologa (NHEJ) e la ricottura a filamento singolo (SSA).  Il percorso HR del M. smegmatis è la principale determinante della resistenza alle radiazioni ionizzanti e al danno ossidativo del DNA. Questo percorso comporta lo scambio di informazioni tra un cromosoma danneggiato e un altro cromosoma omologo nella stessa cellula. Esso dipende dalla proteina RecA, che catalizza lo scambio di filamenti e dalla proteina ADN, che funge da nucleasi presinaptica. HR è un accurato processo di riparazione ed è il percorso preferito durante la crescita logaritmica.
Il percorso NHEJ per riparare le rotture a doppio filamento comporta il ricongiungimento delle estremità rotte. Non dipende da un secondo cromosoma omologo. Questo percorso richiede la proteina Ku e una DNA ligasi ATP-dipendente polifunzionale specializzata (ligasi D).  L'NHEJ è efficiente, ma impreciso. La sigillatura delle estremità del DNA danneggiato all'interno di una sequenza genica funzionale avviene con una frequenza di mutazione di circa il 50%. L'NHEJ è il percorso preferito durante la fase stazionaria e protegge il M. smegmatis dagli effetti dannosi dell'essiccazione.
L'SSA viene impiegato come percorso di riparazione quando si verifica una rottura del doppio filamento tra sequenze ripetute dirette nel DNA. La SSA prevede la resezione a filamento singolo, la ricottura delle ripetizioni, la rimozione del lembo, il riempimento del gap e la legatura. Nel M. smegmatis il percorso SSA dipende dall'elicasi-nucleasi RecBCD.